# Terasaka Kichiemon
Terasaka Kichiemon fue el rōnin de rango más bajo y el único en no cometer harakiri (腹切 o 腹切り) de entre los 47 rōnin.
La vida de Terasaka solo se puede desatollar a través de los escritos de los ronin y su señor (Asano Takuminokami Naganori) que murió al hacerse seppuku tras atacar a Kira Kozukenosuke Yoshinaka en la corte del shōgun.
Este libro no específica la vida de Terasaka Kichiemon, si bien ni es nombrado, pero nos puede dar una idea de que pasó realmente y si su causa valió la pena y fue lo correcto hacer seppuku.
Gracias a la información de unas fuentes procedentes de Japón se han podido rescatar unos pocos escritos de los 47 rōnin y uno es de Terasaka Kichiemon:
Mi nombre es Terasaka Kicheimon. Soy samurái de la casa Aki. Mi señor Asana Naganori murió por orden del quinto sogun, Tokugawa Tsunayoshi. Escribo este relato ahora que soy un anciano y sé que dentro de poco moriré. Han pasado muchos años desde que sucedieron los acontecimientos que a continuación voy a relatar. La mayor parte de estos pasajes son fidedignos y exactos, ya que los vi directamente cuando era muy joven; otros son fruto de lo que creo que hicieron, pensaron y sintieron los protagonistas de esta épica hazaña, y de lo que me relataron quienes estuvieron presentes.
Aquel joven Terasaka permanece presente en mi interior, aunque en ocasiones lejano en la memoria del tiempo. Por ello, hablaré de él en tercera persona, como uno más de los 47 rōnin que vivieron bajo los mismos ideales.